# Wingdings
Wingdings is een reeks TrueType-lettertypes bestaande uit pictogrammen (zogenaamde dingbats).
Wingdings werd in 1990 door Kris Holmes en Charles Bigelow ontworpen om bij Microsoft Windows te worden geleverd.

## De reeks
De pictogrammen werden aanvankelijk toegevoegd aan het Lucida lettertype. Later werden pictogrammen aangepast, geordend en toegevoegd, waarna de reeks Wingdings uit drie sets bestond: Wingdings, Wingdings 2 en Wingdings 3.

### Wingdings

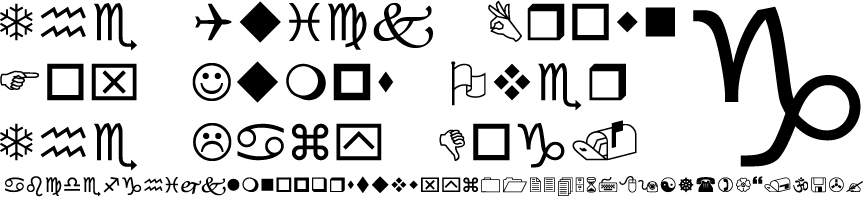
Symbolen uit Wingdings

De eerste Wingdings was beschikbaar in Microsoft Windows 3.1.
Het handelsmerk Wingdings is eigendom van Microsoft en zelfs de volgorde van de vormen is gepatenteerd. Dit 'lettertype' heeft vele duidelijk herkenbare vormen en wereldwijd gebruikte symbolen zoals de tekens van de dierenriem en het vinkje.

### Wingdings 2

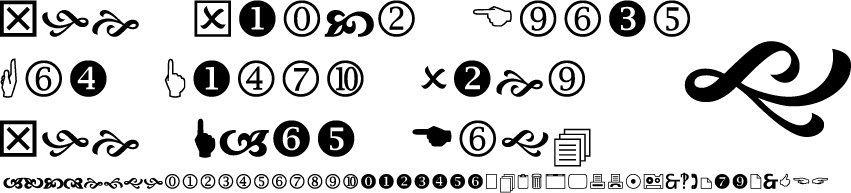
Symbolen uit Wingdings 2

Wingdings 2 werd in 1990 door Type Solutions Inc. ontwikkeld, maar tegenwoordig is Microsoft de auteursrechthebbende. Deze versie werd onder andere bij Microsoft Office geleverd en bevat o.a. 16 soorten wijsvingers, omcirkelde getallen en geometrische vormpjes.

### Wingdings 3

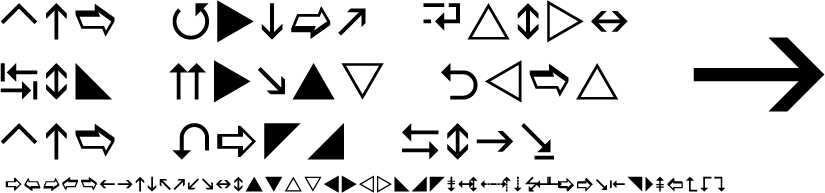
Symbolen uit Wingdings 3

Wingdings 3 werd eveneens door Type Solutions ontworpen, waarna Microsoft het auteursrecht verwierf. Deze versie werd bij Microsoft Office geleverd en bestaat alleen uit allerlei pijlen.

## Trivia
Er zijn wat controversiële grappen gemaakt over de vertalingen van tekst(afkortingen) in de bijbehorende symbolen. Zo vormden de letters NYC van New York City een doodshoofd, Davidster en duim-omhoog symbool, wat voor de nodige opschudding heeft gezorgd. Er zijn nog meer controversiële combinaties bedacht, maar Microsoft ontkent opzet.